# Берестівська сільська рада (Бердянський район)
| Берестівська сільська рада — колишній орган місцевого самоврядування у Бердянському районі Запорізької області з адміністративним центром у с. Берестове. Сільській раді були підпорядковані населені пункти: - с. Берестове - с. Довбине - с. Сачки |

## Склад ради
Рада складалася з 20 депутатів та голови.

## Керівний склад сільської ради
| ПІБ                      | Основні відомості                                                | Дата обрання | Дата звільнення |
| ------------------------ | ---------------------------------------------------------------- | ------------ | --------------- |
| Кушнір Наталя Миколаївна | Сільський голова, 1960 року народження, освіта неповна вища      | 26.03.2006   | 31.10.2010      |
| Кушнір Наталя Миколаївна | Сільський голова, 1960 року народження, освіта незакінчена вища, | 31.10.2010   |                 |

Примітка: таблиця складена за даними джерела